# Jungowski test osobowości
Jungowski test osobowości – ogólne, potoczne określenie odnoszące się do każdego testu osobowości opierającego się na teorii Carla Gustava Junga oraz późniejszych badaczy rozwijających jego myśl. 
Cechą wspólną jungowskich testów osobowości jest czterowymiarowa analiza osobowości (mająca na celu określenie dominującej funkcji w każdej z czterech par: ekstrawersja-introwersja, percepcja-intuicja, myślenie-odczuwanie, ocenianie-obserwacja) i pozwalająca na wyodrębnienie 16 typów osobowości.

## Przykłady jungowskiech testów osobowości
- Test Myers-Briggs
- Socjonika